# Hacı Bektaş Veli

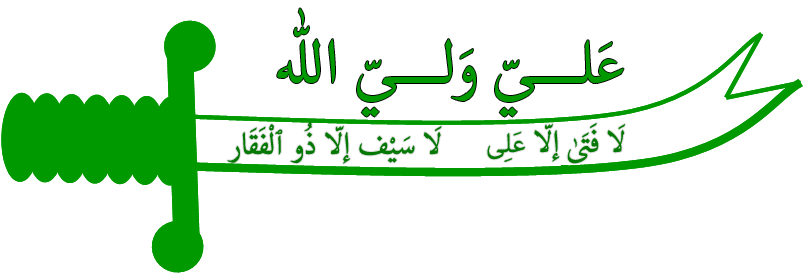
, l'épée d'Ali., « Il n'y a pas de héros comme Ali, Il n'y a pas d'épée comme Zulfikar (lā fatā ʾillā ʿalī, lā saīf ʾillā ḏū-l-fiqār, لا فتى إلا علي لا سيف إلا ذو الفقار) »

Hadji Bektash Veli (persan et vieux turc anatolien : حاجی بکتاش ولی, turc : Hacı Bektaş Veli, albanais : Haxhi Veli Bektashi ; vers 1209-1271) était un érudit islamique, un mystique, un saint , un sayyid et un philosophe originaire du Khorasan, qui vécut et enseigna en Anatolie. Son nom d'origine était Sayyid Muhammad ibn Sayyid Ibrāhim Ātā. Il est également appelé "le Sultan des Cœurs" et le "Derviche des Derviches".
Il est vénéré parmi les Alévis pour une compréhension de l'Islam qui est à la fois ésotérique, rationnelle et humaniste. Les musulmans alévis et de l'ordre bektachi croient que le chemin de Bektash est celui de Haqq-Muhammad-Ali, car ils étaient la source des enseignements de Bektash. Il fut l'une des nombreuses figures ayant prospéré sous le Sultanat de Roum et eut une influence importante sur la culture des nomades anatoliens de l'Asie Mineure.

## Son identité
Bektash est généralement considéré comme d'origine iranienne ou turque,,,. Bektash appartenait à un groupe de migrants khorassaniens en Anatolie qui avaient quitté leur patrie durant les conquêtes mongoles. Selon le Vilâyet-Nâme, Bektash était le fils de Sayyed Muhammad ibn Musa, un arrière-petit-fils de Musa al-Kazim ; cela est impossible, étant donné que Bektash vivait au XVIIe/XIIIe siècle. Les généalogies trouvées dans des sources ultérieures, conçues pour combler l'écart temporel évident, sont toutes douteuses et pourraient bien avoir été inspirées par un désir – analogue à celui des faussaires de la généalogie safavide – de donner à Bektash, en tant qu'éponyme d'un ordre nominalement chiite, une descendance imamite.
Selon L'histoire d'Aşıkpaşazade, écrit par l'un des petits-fils d'"Aşık Paşa", qui était lui-même le fils de "Muhlis Paşa" (Muhlees Pāshā), fils du célèbre Bābā Eliyās al-Khorāsānī, "Sayyeed Muhammad ibn Sayyeed Ebrāheem Ātā" était venu à Sivas, en Anatolie, depuis le Khorasan avec son frère "Menteş" (Mantash) pour s'affilier à la tariqat de Bābā Eliyās al-Khorāsānī. D'autre part, le célèbre ouvrage de référence de l'ordre bektachi, Valāyat-Nāma-i Hādjī Baktāsh-ī Wālī, affirme que "Bektash" était le murshid de Bābā (Bābā Eliyās al-Khorāsānī).
Le nom qui lui est attribué par ses disciples peut être traduit par "le pèlerin saint  Bektash". Le titre Haji implique qu'il avait fait le pèlerinage à La Mecque et Médine pour accomplir le Hajj. Il est l'éponyme de l'ordre soufi bektachi et est considéré comme l'un des principaux maîtres de l'alévisme. Selon l'Encyclopaedia of Islam, "le centre et la source de ses enseignements" était ʿAlī ibn Abī Ṭālib , que les Alévis considèrent comme le successeur légitime du prophète Mahomet tout en "reconnaissant les douze imams chiites" et en "tenant Jafar as-Sadiq en haute estime". Malgré ses croyances chiites et ses enseignements hétérodoxes, il est considéré comme une figure renommée dans l'histoire et la culture à la fois de l'Empire ottoman et de la Turquie moderne. D'un autre côté, Ibn Khallikan rapporte que les tendances chiites ne lui appartenaient pas, mais plutôt à ses murids, qui trouvèrent refuge dans son tekke à Suluca Kara Oyuk à Kırşehir après la révolte des Babai.

### Origines
Bektash est né à Nishapur. Selon certaines légendes bektachies, Bektash était un disciple et le représentant de Hoja Ahmad Yasavi, un mystique soufi originaire du 'Khorasan, qui eut une grande influence sur les nomades turcs des steppes,. Cette affirmation est rejetée par les chercheurs modernes, car Ahmad Yasawi vécut près de cent ans avant Haji Bektash. Peu de choses sont connues à son sujet ; ses origines restent enveloppées de mystère, et une grande partie de sa biographie repose sur des légendes.

#### Silsila reliant à Hoja Ahmad Yasawi
Haji Baktash Veli, un disciple de Malāmatī-Qalāndārī, Sheikh Qutb ad-Dīn Haydar, a introduit la doctrine d'Ahmad Yasawi intitulée "Quatre Portes et Quarante Stations" dans son ordre. La silsila de Hadji Baktāsh Wālī atteint l’ordre Yasawi par une autre voie, mais similaire, connue sous le nom de l’ordre Wafā'īyyah d’Abu’l Wafā al-Khwarazmī, qui était un disciple d’Ahmad Yasawi et le maître spirituel de Dede Ğarkhen, lui-même maître spirituel de Bābā Eliyās al-Khorāsānī († 1240), un mystique influent originaire de Perse orientale. La recherche moderne le relie à un autre mouvement religieux important de l'époque : le Qalandariyya et Bābā Eliyās al-Khorāsānī, qui était le maître spirituel d’Aybak Bābā, lui-même maître de l'un des principaux acteurs de la révolte des Babai, Baba Ishak. Finalement, Bābā Eliyās Khorāsānī fut tenu responsable de la révolte des Babai organisée par Baba Ishak, et fut par conséquent exécuté par Mubāriz’ud-Dīn-i Armāğān-Shāh, le commandant en chef des armées du Sultanat de Roum.
Les enseignements originaux des Bektachis ressemblent à bien des égards à ceux des Khorassaniens Qalandariyya et de Bābā Eliyās,. Haji Baktash Veli était un disciple de Lokhmānn Bābā (Lokhmānn Sarakhsī), l'un des quatre disciples les plus célèbres de Bābā Eliyās al-Khorāsānī. Lokhmānn Bābā, d'autre part, était aussi un disciple du célèbre qalandari Qutb ad-Dīn Haydar, qui lui-même était un disciple d’Ahmad Yasawi. Pour ces raisons, sa silsila se connecte à Ahmad Yasawi par deux canaux différents : l’un par les Wafā’i et l’autre via Qutb ad-Dīn Haydar. Il était très respecté par le Sultanat de Roum en raison de son attitude amicale durant la révolte des Babai, et son tekke à Suluca Kara Oyuk fut autorisé à rester ouvert pendant et après celle-ci, ce qui permit de sauver la plupart des vies des survivants alévis.

#### Extrait du Vilayetname
Extrait du Vilayetname (ou : Les Exploits Saintes de Hacı Bektaş Veli) :
Après que Lokman Perende soit revenu du hajj, les erenler (saints) du Khorasan sont venus lui rendre hommage. Quand ils ont vu une source jaillissant du milieu de la mekteb, ils ont dit : « Nous sommes venus ici plusieurs fois auparavant et n’avions jamais vu une telle source ». Lokman Perende a répondu : « C’est grâce aux bénédictions de Hünkar Haji Bektash ». Les erenler ont demandé : « Qui est ce Hünkar Haji Bektash ? » Lokman Perende a dit : « Haji Bektash Hünkar est ce bien-aimé », et il désigna le jeune Bektash. Les erenler dirent : « Ce garçon est encore un enfant. Comment pourrait-il devenir un haji ? » Lokman Perende décrivit alors à l'assemblée tous les miracles de Haji Bektash un par un et dit : « Pendant que je faisais ma prière à la Kaaba, Bektash était toujours là, priant à côté de moi. Quand nous terminions notre prière, il disparaissait ». Les erenler demandèrent : « Où ce garçon a-t-il trouvé cette capacité extraordinaire ? » Alors Hünkar Haji Bektash ouvrit sa bouche bénie et dit : « Je suis le secret de l’Imam Ali exalté, qui est le distributeur du Fleuve Kawthar et qui est le Lion d’Allah, l’Empereur de la Sainteté et le Commandeur des Croyants. Mon origine et ma lignée viennent de lui. Ces nombreux miracles sont mon héritage accordé par Allah. Il ne devrait surprendre personne que des miracles comme ceux-ci apparaissent de moi, car c’est le Pouvoir de Dieu ».
Les erenler du Khorasan dirent : « Si, en réalité, tu es le secret du Shah(Shah qui signifie le roi des iraniens), il a des marques. Montre-nous ces marques et nous croirons ». Or, le signe de Hazreti Ali était celui-ci : au milieu de sa main bénie, il avait un beau grain de beauté d'une teinte émeraude. Ainsi, Hazreti Hünkar Haji Bektash Veli ouvrit sa main sanctifiée et montra sa paume. Ils virent tous qu'il y avait, au milieu de sa paume, un magnifique grain de beauté émeraude. Les erenler dirent : « Le Commandeur des Croyants avait aussi un beau grain de beauté émeraude sur son front béni ». Hünkar Haji Bektash Veli enleva le bonnet de son chef béni et tous virent un grain de beauté divinement illuminé d'une teinte émeraude entre ses sourcils. Tous les erenler demandèrent pardon, disant : « Ô Derviche des Derviches, nous avons été gravement trompés ». Ils se rendirent à lui, affirmant : « Ce sont en effet des miracles ».

#### Propagation de l'ordre bektachi
Le Bektashisme s'est répandu d'Anatolie à travers l’Empire ottoman, principalement dans les Balkans, où ses chefs (appelés dedes ou babas) ont aidé à convertir beaucoup de personnes à l'Islam. L'ordre soufi bektachi est devenu l’ordre officiel du corps d'élite des janissaires après leur création. L'ordre bektachi est resté très populaire parmi les Albanais, et des tekkes bektachis existent encore aujourd'hui en Albanie, au Kosovo et en République de Macédoine. Pendant la période ottomane, des tekkes bektachis ont été établis en Égypte et en Irak, mais l'ordre ne s'y est pas enraciné. Il existe également une tekke bektachie au Michigan, fondée par Baba Rexheb, un baba bektachi et auteur sur le mysticisme islamique et le bektachisme.

#### XIXesiècleet après
Lorsque le corps des janissaires fut aboli en 1826 par le sultan Mahmud II, les Bektachis subirent le même sort. Les babas des tekkes et leurs derviches furent exilés dans des villages et villes sunnites, et leurs tekkes furent fermées ou confiées à des ordres soufis sunnites (principalement Naqshbandi ; par exemple, le tekke de Göztepe à Istanbul fut donné aux Naqshbandis durant cette période).
Bien que l'ordre bektachi ait récupéré bon nombre de ses tekkes perdues durant la période des Tanzimat, il fut interdit, comme tous les autres ordres soufis, en Turquie en 1925 en raison des politiques de laïcisation du pays, et toutes les tekkes bektachies furent à nouveau fermées avec toutes les autres.
La principale tekke bektachie se trouve dans la ville de Hacıbektaş en Anatolie centrale, connue sous le nom de complexe de Hajibektash. Elle est actuellement ouverte en tant que musée, et son lieu de repos est encore visité par les musulmans sunnites et alévis. De grands festivals y sont organisés chaque mois d’août. De plus, les tekkes de Göztepe et de Shahkulu à Istanbul sont désormais utilisés comme lieux de rencontre pour les Alévis. La plus grande tekke bektachie se trouverait en Albanie. Il existe également une tekke bektachie à Taylor, Michigan, États-Unis, fondée par Baba Rexheb, un écrivain bektachi célèbre pour ses ouvrages sur le mysticisme islamique et le bektachisme.

#### Les Quatre Pôles de l'Anatolie
Haji Bektash Veli est considéré comme l'un des quatre pôles (aqtab) de l'Anatolie par tous les cercles tarikats, les autres étant Mawlana Rumi, Shaban-i Veli, et Haji Bayram-i Veli.

#### Dans la culture populaire
Dans la série télévisée turque Yunus Emre: Aşkın Yolculuğu (2015), il fut interprété par Ahmet Mekin.